# Celo Pertot
Celestino (Celo) Pertot, född 26 augusti 1924 i Nabresina, Trieste, död 28 januari 2024, bosatt i Sverige, var en italiensk-svensk skulptör och tecknare.
Han är son till stenhuggaren Anton Pertot och Marija Pavlina och från 1954 gift med Sigrid Mikaelsson. Pertot studerade vid Accademia di Belle Arti i Rom 1946-1949 och vid Akademie der bildenden Künste i Wien 1951, Akademija upodabljajoči umetnosti i Ljubljana 1951 samt Konsthögskolan i Stockholm 1952. Han medverkade i ett stort antal internationella separat och samlingsutställningar. I Sverige ställde han ut separat på Galleri Brinken i Stockholm och Italienska institutet i Stockholm. Tillsammans med Lugi Spacal ställde han ut på Göteborgs konsthall. Han medverkade ett par gånger i samlingsutställningen Liljevalchs Stockholmssalong. Hans konst. består av skulpturer utförda i granit, trä, marmor, gips, bly, brons, silver och vax samt teckningar. Vid sidan av sitt eget skapande var han verksam som restaurator vid Nationalmuseum och lärare vid Konstakademiens skulpturskola. Pertot är representerad vid Moderna museet och Göteborgs konstmuseum samt i ett antal utländska museer.